# Burscough FC
Burscough FC (celým názvem: Burscough Football Club) je anglický fotbalový klub, který sídlí ve vesnici Burscough v nemetropolitním hrabství Lancashire. Založen byl v roce 1946. Od sezóny 2017/18 hraje v North West Counties League Premier Division (9. nejvyšší soutěž). Klubové barvy jsou zelená a bílá.
Své domácí zápasy odehrává na stadionu Victoria Park s kapacitou 3 054 diváků.

## Získané trofeje
- FA Trophy ( 1× )
  - 2002/03
- Cheshire Senior Cup ( 1× )
  - 1974/75
- Liverpool Senior Cup ( 1× )
  - 2000/01

## Úspěchy v domácích pohárech
Zdroj: 
- FA Cup
  - 2. kolo: 2005/06
- FA Trophy
  - Vítěz: 2002/03
- FA Vase
  - 5. kolo: 1994/95

## Umístění v jednotlivých sezonách
Stručný přehled
Zdroj: 
- 1953–1954: Lancashire Combination (Division Two)
- 1954–1968: Lancashire Combination (Division One)
- 1968–1970: Lancashire Combination
- 1970–1978: Cheshire County League
- 1978–1982: Cheshire County League (Division One)
- 1982–1990: North West Counties League (Division One)
- 1990–1992: North West Counties League (Division Two)
- 1992–1998: North West Counties League (Division One)
- 1998–2000: Northern Premier League (Division One)
- 2000–2007: Northern Premier League (Premier Division)
- 2007–2009: Conference North
- 2009–2012: Northern Premier League (Premier Division)
- 2012–2017: Northern Premier League (Division One North)
- 2017– : North West Counties League (Premier Division)

Jednotlivé ročníky
Zdroj: 
Legenda: Z - zápasy, V - výhry, R - remízy, P - porážky, VG - vstřelené góly, OG - obdržené góly, +/- - rozdíl skóre, B - body, červené podbarvení - sestup, zelené podbarvení - postup, fialové podbarvení - reorganizace, změna skupiny či soutěže
| Sezóny  | Liga                                          | Úroveň | Z  | V  | R  | P  | VG | OG  | +/- | B  | Pozice |
| ------- | --------------------------------------------- | ------ | -- | -- | -- | -- | -- | --- | --- | -- | ------ |
| 2009/10 | Northern Premier League (Premier Division)    | 7      | 38 | 13 | 5  | 20 | 55 | 65  | -10 | 44 | 16.    |
| 2010/11 | Northern Premier League (Premier Division)    | 7      | 42 | 12 | 7  | 23 | 56 | 73  | -17 | 43 | 19.    |
| 2011/12 | Northern Premier League (Premier Division)    | 7      | 42 | 5  | 11 | 26 | 54 | 104 | -50 | 26 | 22.    |
| 2012/13 | Northern Premier League (Division One North)  | 8      | 42 | 14 | 17 | 11 | 81 | 64  | +17 | 59 | 11.    |
| 2013/14 | Northern Premier League (Division One North)  | 8      | 42 | 13 | 9  | 20 | 58 | 82  | -24 | 48 | 14.    |
| 2014/15 | Northern Premier League (Division One North)  | 8      | 42 | 12 | 12 | 18 | 62 | 73  | -11 | 48 | 15.    |
| 2015/16 | Northern Premier League (Division One North)  | 8      | 42 | 25 | 5  | 12 | 81 | 50  | +31 | 80 | 5.     |
| 2016/17 | Northern Premier League (Division One North)  | 8      | 42 | 6  | 6  | 30 | 26 | 109 | -83 | 24 | 22.    |
| 2017/18 | North West Counties League (Premier Division) | 9      | 44 | 15 | 5  | 24 | 82 | 103 | -21 | 50 | 18.    |
| 2018/19 | North West Counties League (Premier Division) | 9      | 44 |    |    |    |    |     |     |    |        |